# Distretto di Carania
Il distretto di Carania è uno dei trentatré distretti della provincia di Yauyos, in Perù. Si trova nella regione di Lima e si estende su una superficie di 122,13 chilometri quadrati.
Istituito il 3 dicembre 1901, ha per capitale la città di Carania.